# Pukkisaaret (ö i Södra Savolax, S:t Michel, lat 61,24, long 26,67)
Pukkisaaret är en ö i Finland. Den ligger i sjön Vuohijärvi och i kommunen Mäntyharju i den ekonomiska regionen  S:t Michel och landskapet Södra Savolax, i den södra delen av landet, 150 km nordost om huvudstaden Helsingfors. Öns area är 1,2 hektar och dess största längd är 190 meter i sydväst-nordöstlig riktning.  Notera att namnet antyder att det är fråga om flera öar.